# 고마가타니촌
고마가타니촌(일본어: 駒ヶ谷村)은 일본 오사카부 미나미카와치군에 설치되었던 촌이다. 현재의 하비키노시 동부에 해당한다.

## 역사
- 1889년 4월 1일 - 정촌제 시행에 의해 후루이치군 고마가타니촌이 성립하였다.
- 1896년 4월 1일 - 군 통합에 의해 미나미카와치군이 성립하였다.
- 1936년 2월 21일 - 가와치 야마토 지진 발생. 촌내 약 80%에 해당하는 360호의 건물이 기울어지는 등 피해를 입었다.
- 1956년 9월 30일 - 후루이치정, 다카와시정, 하니우촌, 니시우라촌, 단피촌과 합병해 미나미오사카정이 성립하여, 동일 고마가타니촌은 폐지되었다.

## 교통

### 철도
- 긴키 닛폰 철도
  - 긴테쓰 미나미오사카선

### 도로
- 국도 제170호선

## 참고문헌
- 角川日本地名大辞典 27 大阪府